# Mibambwe IV
Mibambwe IV (intronisé en 1895, assassiné à Rucunshu en décembre 1896), de son nom de naissance Rutalindwa, est un souverain du royaume du Ruanda. 
Désigné comme mwami (roi en kinyarwanda) à la mort de son père Kigeli IV par les abirus (conseillers royaux), il fut victime d'intrigues politiques menées par sa belle-mère, Kanjogera, qui avait pour ambition de placer son propre fils sur le trône. C'est précisément ce qu'il advint : le jeune roi périt dans l'incendie de la hutte royale, tandis que son demi-frère Musinga était proclamé mwami sous le nom de Yuhi V.